# Tasca Racing Scuderia
Tasca Racing Scuderia Moto2 war ein italienisches Motorradsport-Team, welches zwischen  2014 und 2019 in der Moto3-Klasse der Motorrad-Weltmeisterschaft startete.

## Fahrer und Hersteller
- 2014: Alex De Angelis, Riccardo Russo, Roberto Rolfo, Max Croker (Suter)
- 2015: Louis Rossi (Tech 3)
- 2016: Alessandro Tonucci, Remy Gardner (Kalex)
- 2017: Xavier Siméon, Alex De Angelis (Kalex)
- 2018: Simone Corsi, Federico Fuligni (Kalex)
- 2019: Simone Corsi, Mattia Pasini, Gabriele Ruiu (Kalex)

## Statistik

### Team-WM-Ergebnisse (ab 2018)
- 2018 – Zwölfter
- 2019 – Zehnter